# Bayezid I
Bayezid I Yildirim (tiếng Thổ Nhĩ Kỳ Ottoman: بايزيد الأول, tiếng Thổ Nhĩ Kỳ: I. Beyazıt (Ottoman: ییلدیرم); sinh 1354 – mất 1403) là sultan của Đế chế Ottoman, trị vì từ năm 1389 đến năm 1402. Ông là con trai của Murad I, người Thổ Nhĩ Kỳ  và Gülçiçek Hatun, hậu duệ của người Hy Lạp. Ông là một vị vua có tài quân sự, được đặt biệt danh là Bayezid chớp như muốn đề cao những chiến dịch quân sự chớp nhoáng và nhanh như vũ bão của ông.
Được xem là một trong những vị vua vĩ đại đầu tiên của Đế quốc Ottoman, ông đại thắng trong trận đánh trứ danh tại Nicopolis (1396). Những cuộc chinh phạt vang dội của vị vua Thổ Nhĩ Kỳ này đã nâng cao thanh thế của ông. Xem ra ông có cơ hội trở thành vị vua hùng mạnh nhất thế giới trong thời kỳ đó. Ông liên minh với vua xứ Serbia, và sau này ông bị nhà chinh phạt người Mông Cổ là Timur bắt sống trong trận Ankara (1402).

## Củng cố quyền lực
Năm 1389, khi đã 26 tuổi, Bayezid lên ngôi sau khi vua cha Murad I qua đời trong trận Kosovo lần thứ nhất. Murad đã bị giết ngày 26 tháng 6, 1389 bởi 1 người lính Serb.
Một năm sau, bị người Hungary đe dọa từ phía Bắc, người Serb đồng ý trở thành chư hầu của ông và ông kết hôn với Công chúa Olivera Despina, con gái của vua Lazar của Serbia, và liên minh với người Serb. Ông công nhận vua Stefan Lazarević, con trai của Lazar, trở thành vua chư hầu xứ Serbia, với quyền tự trị đáng kể. Sultan Bayezid I cũng phát triển cơ cấu Ngự Lâm quân Janissary do vua cha Murad I gây dựng.

## Chiến dịch sông Danube
Vào năm 1394, Sultan Bayezid I thân chinh kéo quân vượt sông Danube tấn công Công quốc Wallachia (România), khi đó do Vương công Mircea I cel Bătrân cai trị. Quân đội Ottoman vượt trội về quân số, nhưng vào ngày 10 tháng 10, 1394 (17 tháng 5 1395 ?), trong trận Rovine, diễn ra trên một vùng rừng rậm và đầm lầy, quân Wallachia giành được một chiến thắng quan trọng và làm thất bại kế hoạch xâm lược đất nước này của Sultan Bayezid I. Sau này, Vương công Mircea I cel Bătrân sẽ còn đánh Quân đội Ottoman trong trận Nicopolis (1396).

## Cuộc Thập tự chinh Nicopolis

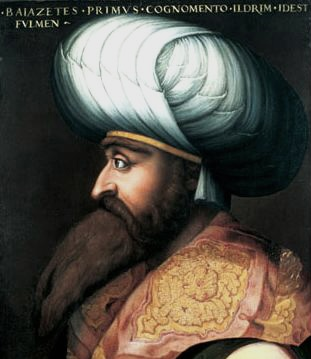
Sultan Bayezid I qua nét vẽ của một họa sĩ: Cristofano dell'Altissimo (1525-1605).

Vào năm 1394, nhà vua xua quân vây hãm Constantinopolis, kinh thành của Đế chế Byzantine. Pháo đài Anadoluhisarı được xây dựng trong những năm 1393 - 1394 là một phần của việc chuẩn bị cho cuộc vây hãm Constantinopolis lần thứ hai của Quân đội Ottoman, diễn ra năm 1395. Do sự thúc dục của Hoàng đế Byzantine là John V Palaeologus, nhiều nước châu Âu tổ chức một cuộc Thập tự chinh để chống lại vua Thổ Nhĩ Kỳ. Vào tháng 8 năm 1396, vua Hungary thân chinh kéo liên quân Hungary - Pháp - Burgundy - Wallachia - Đức - Ba Lan - Hiệp sĩ cứu tế - Tây Ban Nha - Bulgaria - Transilvania - Navarre - Bohemia vượt sông Danube, nhằm đánh đuổi người Thổ Nhĩ Kỳ ra khỏi lãnh thổ châu Âu. Vào ngày 12 tháng 9 năm 1396, Thập Tự Quân kéo đến thành Nicopolis ở vùng Hạ sông Danube. Hai tuần sau, quân chủ lực Ottoman kéo đến thành Nicopolis, và đập tan tác Thập Tự Quân. Lúc cuộc tấn công của Thập Tự Quân lâm vào thảm họa và vua Hungary kéo quân lao vào đoàn quân chiến thắng Ottoman, nhưng đại bại trước ba quân của vua Thổ Nhĩ Kỳ và đồng minh của ông - vua Stefan Lazarević xứ Serbia. Thập Tự Quân tháo chạy.
Ngày 25 tháng 9 năm 1396 trở thành ngày buồn của các nước Ki-tô giáo châu Âu. Vua Hungary là Sigismund trốn thoát, và phần lớn Thập Tự Quân bỏ mạng hoặc bị bắt sống. Vua Thổ Nhĩ Kỳ giận dữ vì những tổn thất mà đối phương gây cho ba quân, vì thế sau chiến thắng, ông gây thảm họa rất lớn cho các tù binh. Các tù binh bị lột trần truồng, và những nhóm tù binh gồm ba hoặc bốn người bị dẫn đến trước mặt nhà vua, và bị xử trảm. Một số tù binh được ân xá. Chiến thắng tại Nicopolis trở thành trận thắng huy hoàng nhất của Sultan Bayezid I. Ông đã cho xây một Thánh đường Hồi giáo tráng lệ Ulu Camii tại Bursa, để kỷ niệm chiến thắng này.
Sau đó, cuộc vây hãm Constantinople tiếp tục, cho đến năm 1401. Hoàng đế Byzantine đã phải rời thành phố để tìm kiếm quân tiếp viện. Những người Byzantine bị bao vây tạm thời được cứu thoát khi Bayezid giao chiến với Đế quốc Timur đến từ châu Á. Nhưng với các cuộc chinh phạt của mình, Sultan Bayezid I đã chiếm được phần lớn vùng Đông Âu.

## Tamerlane và trận Ankara

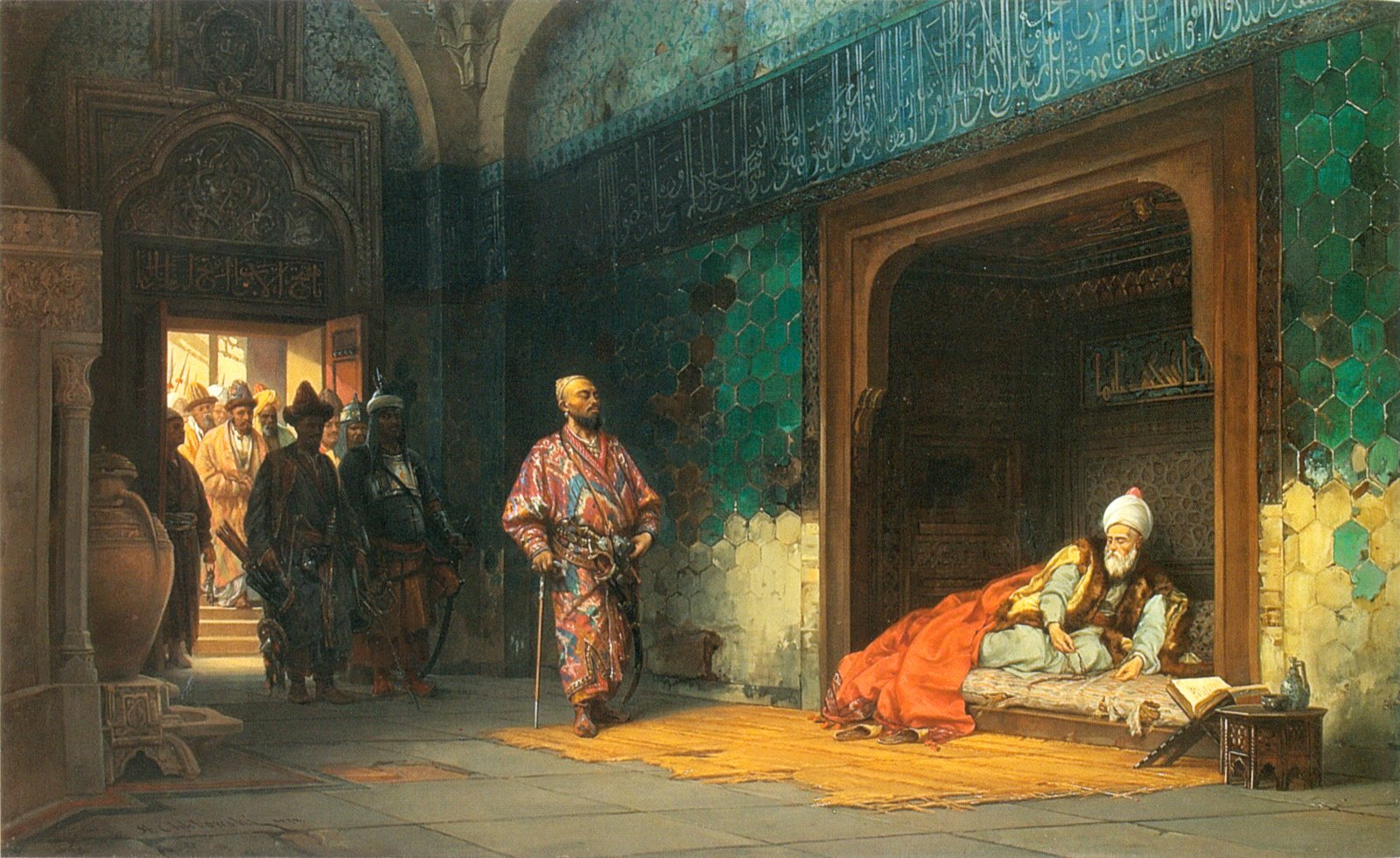
Stanisław Chlebowski, Bayezid bị Timur giam giữ, 1878

Vào năm 1400, Hãn vương Timur Lenk (hay Tamerlane) từ Trung Á đã thức tỉnh được các lãnh địa người Thổ vốn là chư hầu của người Ottoman cùng ông ta tấn công Bayezid. Trong trận Ankara định mệnh, vào ngày 20 tháng 7, 1402, Bayezid bị Timur bắt giam. Các con trai của ông, tuy vậy, lại chạy thoát về Serbia cho đến khi Timur qua đời (xem thêm Thời kỳ đứt quãng của Đế quốc Ottoman. Vài nguồn tin đương thời nói rằng Timur trói Bayezid bằng xích sắt trong một cái chuồng để làm chiến lợi phẩm. Tương tự như vậy, có rất nhiều câu chuyện kể về cảnh giam cầm Bayezid, có chuyện kể rằng Timur dùng Bayezid làm ghế để chân. Không những thế, có chuyện cho hay Timur còn làm nhục vợ ông là Công chúa Despina xứ Serbia, qua việc bắt bà phải trần truồng hầu hạ Timur. Mỗi ngày ông đều phải chứng kiến cảnh người vợ yêu quý của ông trần truồng hầu rượu cho Timur. Tuy vậy, những cứ liệu này không được cho là chính xác lắm, vì các ghi chép từ triều đình Timur nói rằng Bayezid được đối đãi tử tế, và thậm chí Timur còn khóc thương cho cái chết của ông. Tương tự vậy, lịch sử của chính Timur với các nhà vua khác chỉ ra rằng ông thật tâm khi nói rằng muốn trả lại cho Bayezid ngai vàng Ottoman. Một năm sau đó, Bayezid qua đời — vài nguồn cho rằng ông tự sát bằng cách đập đầu vào chấn song của lồng giam giữ. Có nguồn khác lại viết ông uống thuốc độc để trong chiếc nhẫn.

### Trong văn chương
Thất bại của Bayezid là một chủ đề hấp dẫn các nhà văn, nhà soạn nhạc và họa sĩ phương Tây thời trước. Họ rất thích thú huyền thoại cho rằng ông bị Tamerlane đưa tới Samarkand, và thêm thắt vào hàng đống nhân vật để tạo ra một ảo mộng phương Đông vẫn còn cho đến ngày nay. Vở kịch Tamburlane Đại đế của Christopher Marlowe lần đầu lên sân khấu ở Luân Đôn năm 1587, ba năm sau đó, khi hiệp định giao thương Anh-Ottoman chính thức có hiệu lực, William Harborne đi thuyền đến Istanbul với tư cách nhân viên của Công ty Levant. Năm 1648 vở kịch Le Gran Tamerlan et Bejezet của Jean Magnon ra đời, và năm 1725 Tamerlano Handel được trình diễn lần đầu ở London; ý tưởng của Vivaldi về câu chuyện Bayezid, được viết năm 1735. Magnon viết về Bayezid, sự hấp dẫn của vợ và con gái ông; tác phẩm Handel và Vivaldi bao gồm Tamerlane và Bayezid, con gái ông ta, Hoàng tử Byzantine và công chúa Trebizond (Trabzon) trong một chuyện tình nồng nàn say đắm. Một bức họa hình tròn Schloss Eggenberg, gần Graz ở Áo, được hoàn thành vào những năm 1670, ít lâu trước khi Quân đội Ottoman tấn công Triều đình Habsburg ở Trung Âu.

## Gia quyến
- Vợ:
  - (mất năm 1381) Devlet Şah Hatun – Con gái của Süleyman Shah của Germiyan
  - Devlet Hatun – Con gái của Yakub Shah của Germiyan. Hậu duệ của Mevlana Celaleddin-i Rumi qua con gái Mutahhara Hatun của Sultan Veled, là tổ tiên của Yakub Shah
  - Hafsa Hatun – Con gái của Isa Bey của Aydınoğlu
  - Sultan Hatun – Con gái của Süleyman Shah của Dulkadir
  - Olivera Despina – Con gái của Hoàng tử Lazar của Serbia
- Con:
  - Con trai:
    - Ertuğrul
    - Emir Süleyman (mất năm 1411)
    - Musa Çelebi (mất năm 1413) - con trai của Devlet Shah Hatun
    - Sultan Mehmed I Çelebi (1389-1421)- con trai của Devlet Hatun, năm 1413 ông đánh bại các anh em rồi lên ngôi, kết thúc thời kì đứt quãng của Đế chế Ottoman.
    - Kasım
    - Isa - con trai của Devlet Shah Hatun
    - Mustafa (mất năm 1401) - con trai của Devlet Shah Hatun

  - Con gái:
    - Erhondu
    - Hundi
    - Fatma